# Symphonie no 5 de Mozart
Pour les articles homonymes, voir Symphonie no 5 et K22.
La Symphonie no 5 en si bémol majeur, KV 22, a été composée par Wolfgang Amadeus Mozart à La Haye en décembre 1765, à l'âge de neuf ans, pendant la tournée européenne de la famille Mozart. Le compositeur tomba gravement malade pendant son séjour à La Haye, et il a sans doute composé l'œuvre alors qu'il était en convalescence.

## Instrumentation
| Instrumentation de la symphonie no 5                                                         |
| Cordes                                                                                       |
| premiers violons, seconds violons, premiers altos, seconds altos, violoncelles, contrebasses |
| Bois                                                                                         |
| 2 hautbois                                                                                   |
| Cuivres                                                                                      |
| 2 cors en si bémol                                                                           |

## Structure
Avec une durée d'environ 6 min 45 s, c'est probablement la symphonie la plus courte à la fois que Mozart ait écrite et de tout le répertoire classique.
La symphonie comprend trois mouvements, c'est donc une symphonie de pure forme classique (rapide-lent-rapide) :
1. Allegro, à , en si bémol majeur, 98 mesures - partition
2. Andante, à 
, en si bémol majeur, 57 mesures - partition
3. Molto allegro, à 
, en si bémol majeur, 97 mesures - partition

Les trois mouvements sont colorés de part et d'autre par les cors. L'œuvre s'ouvre telle une ouverture en si  majeur, immédiatement suivie de sa relative mineur (sol mineur), plus sombre et solennelle. Un court finale achève l'œuvre. Le premier thème de ce dernier mouvement est tiré du finale d'un Concerto pour clavier de Johann Christian Bach, que Mozart avait rencontré l'année précédente à Londres. Ce même thème réapparaîtra dans des œuvres plus tardives comme l'acte 2 de son Opéra-bouffe Les noces de Figaro K. 492.
Introduction de l'Allegro
La lecture audio n'est pas prise en charge dans votre navigateur. Vous pouvez télécharger le fichier audio.
Introduction de l'Andante
La lecture audio n'est pas prise en charge dans votre navigateur. Vous pouvez télécharger le fichier audio.
Introduction du Molto allegro
La lecture audio n'est pas prise en charge dans votre navigateur. Vous pouvez télécharger le fichier audio.